# Naturområde

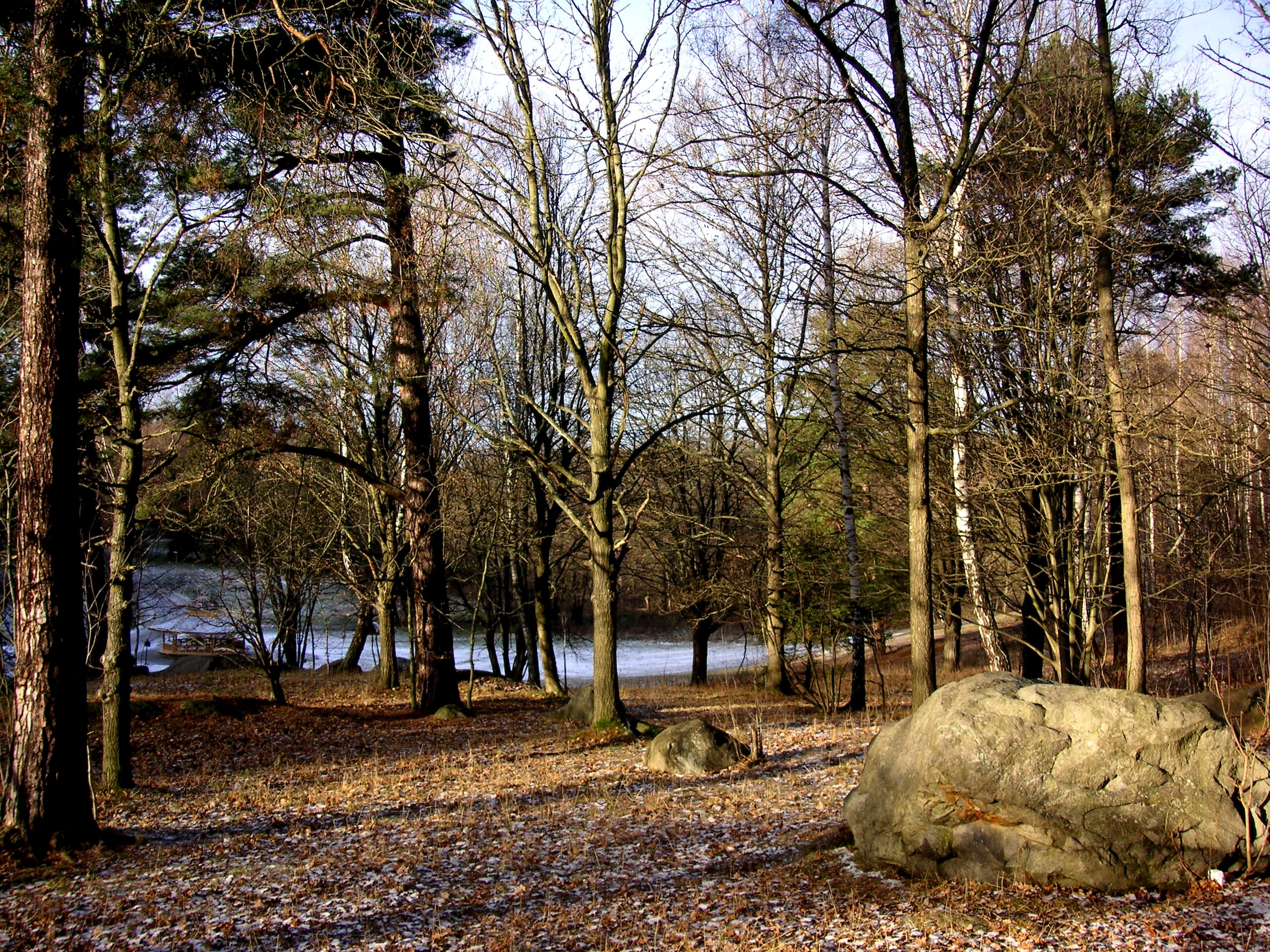
Lill-Jansskogen är ett naturområde nära Stockholms innerstad.

Ett naturområde är ett geografiskt område där marken helt eller till stor del hålls opåverkad av mänsklig exploatering. Skog som används till skogsbruk med återplantering kan också räknas till naturområden. Äng och annat kulturlandskap som underhålls en gång per år eller oftare räknas däremot inte som naturområde.
Naturområden kan användas till friluftsliv, som barriärer mot farlig verksamhet (till exempel kraftverk) eller som ekologisk resurs.
Naturreservat och nationalparker är enligt viss lagstiftning skyddade naturområden.